# Districte de Strakonice
El districte de Strakonice - (txec) Okres Strakonice - és un districte de la regió de Bohèmia Meridional, a la República Txeca. La capital és Strakonice.

## Llista de municipis
Bavorov -
Bělčice -
Bezdědovice -
Bílsko -
Blatná -
Bratronice -
Březí -
Budyně -
Buzice -
Čečelovice -
Cehnice -
Čejetice -
Čepřovice -
Čestice -
Chelčice -
Chlum -
Chobot -
Chrášťovice -
Číčenice -
Doubravice -
Drachkov -
Drahonice -
Drážov -
Dřešín -
Droužetice -
Hajany -
Hájek -
Hlupín -
Horní Poříčí -
Hornosín -
Hoslovice -
Hoštice -
Jinín -
Kadov -
Kalenice -
Katovice -
Kladruby -
Kocelovice -
Krajníčko -
Kraselov -
Krašlovice -
Krejnice -
Krty-Hradec -
Kuřimany -
Kváskovice -
Lažánky -
Lažany -
Libějovice -
Libětice -
Litochovice -
Lnáře -
Lom -
Mačkov -
Malenice -
Mečichov -
Měkynec -
Milejovice -
Miloňovice -
Mnichov -
Mutěnice -
Myštice -
Nebřehovice -
Němčice -
Němětice -
Nihošovice -
Nišovice -
Nová Ves -
Novosedly -
Osek -
Paračov -
Pivkovice -
Pohorovice -
Pracejovice -
Přechovice -
Předmíř -
Přední Zborovice -
Předslavice -
Přešťovice -
Radějovice -
Radomyšl -
Radošovice -
Řepice -
Rovná -
Sedlice -
Skály -
Skočice -
Škvořetice -
Slaník -
Sousedovice -
Štěchovice -
Štěkeň -
Stožice -
Strakonice -
Strašice -
Střelské Hoštice -
Strunkovice nad Volyňkou -
Tchořovice -
Třebohostice -
Třešovice -
Truskovice -
Úlehle -
Únice -
Uzenice -
Uzeničky -
Vacovice -
Velká Turná -
Vodňany -
Volenice -
Volyně -
Záboří -
Zahorčice -
Zvotoky